# Kategoria przecinkowa
Kategoria przecinkowa – pojęcie używane w matematyce, w teorii kategorii.

## Konstrukcja
Niech {\displaystyle {\mathcal {A}},} {\displaystyle {\mathcal {B}}} oraz {\displaystyle {\mathcal {C}}} będą kategoriami, a {\displaystyle F:{\mathcal {A}}\to {\mathcal {C}},} {\displaystyle G:{\mathcal {B}}\to {\mathcal {C}}} funktorami, tj.
{\displaystyle {\mathcal {A}}\xrightarrow {\;\;F\;\;} {\mathcal {C}}\xleftarrow {\;\;G\;\;} {\mathcal {B}}.}
Wówczas kategorią przecinkową nazywamy kategorię {\displaystyle (F\downarrow G),} w której:
- obiektami są trójki uporządkowane {\displaystyle (A,f,B),} gdzie {\displaystyle A\in Ob({\mathcal {A}}),} {\displaystyle B\in Ob({\mathcal {B}})} oraz {\displaystyle Mor({\mathcal {C}})\ni f:F(A)\to G(B);}
- morfizmami {\displaystyle (A,f,B)\to (A^{'},f^{'},B^{'})} są takie pary {\displaystyle (a,b),} gdzie {\displaystyle a:A\to A^{'}\in Mor({\mathcal {A}}),} {\displaystyle b:B\to B^{'}\in Mor({\mathcal {B}}),} że poniższy diagram

jest przemienny. Przy czym morfizmami tożsamościowymi są {\displaystyle {\textrm {id}}_{(A,f,B)}=({\textrm {id}}_{A},{\textrm {id}}_{B}),} a złożeniem morfizmów {\displaystyle (a^{'},b^{'})\circ (a,b)} jest {\displaystyle (a^{'}\circ a,b^{'}\circ b)} (o ile złożenia {\displaystyle a^{'}\circ a,b^{'}\circ b} mają sens).

## Szczególne przypadki

### Płat kategorii
Jeżeli {\displaystyle {\mathcal {C}}={\mathcal {A}}} oraz {\displaystyle {\mathcal {B}}=*,} tj. kategoria {\displaystyle {\mathcal {B}}} ma tylko jeden obiekt (oznaczany również {\displaystyle *}) oraz jeden morfizm (tj. morfizm tożsamościowy), to {\displaystyle G(*)=C} dla pewnego {\displaystyle C\in Ob({\mathcal {C}}).} W takim przypadku kategorię przecinkową nazywamy płatem kategorii {\displaystyle {\mathcal {C}}} nad obiektem {\displaystyle C} i oznaczamy {\displaystyle {\mathcal {C}}/C.}

### Kopłat kategorii
Jeżeli zaś {\displaystyle {\mathcal {C}}={\mathcal {B}}} oraz {\displaystyle {\mathcal {A}}=*,} to otrzymujemy kategorię nazywaną kopłatem kategorii {\displaystyle {\mathcal {C}}} pod obiektem {\displaystyle C} oznaczaną {\displaystyle C/{\mathcal {C}}.}

### Kategoria strzałkowa
Gdy {\displaystyle {\mathcal {A}}={\mathcal {B}}={\mathcal {C}}} oraz {\displaystyle F=G={\textrm {id}}_{\mathcal {C}},} to taką kategorię przecinkową nazywamy kategorią strzałkową i oznaczamy {\displaystyle {\mathcal {C}}^{\to }}.